# Бенадалід
Бенадалід (ісп. Benadalid) — муніципалітет в Іспанії, у складі автономної спільноти Андалусія, у провінції Малага. Населення — 265 осіб (2010).
Муніципалітет розташований на відстані близько 450 км на південь від Мадрида, 75 км на захід від Малаги.
На території муніципалітету розташовані такі населені пункти: (дані про населення за 2010 рік)
- Бенадалід: 214 осіб
- Хеналь: 27 осіб
- Ла-Сьєрра: 24 особи

## Демографія
Динаміка населення (INE ):

## Галерея зображень

Розташування муніципалітету у провінції Малага